# Abacetus abacillus
Abacetus abacillus là một loài bọ chân chạy thuộc phân họ Pterostichinae. Loài này được Kolbe mô tả lần đầu năm 1898.
Loài này được tìm thấy ở châu Phi, phân bố ở Ethiopia và Zambia, và có hai danh pháp ba phần là Abacetus abacillus abacillus Kolbe, 1898 và Abacetus abacillus dollmanni Straneo, 1949.